# Elektro (robot)

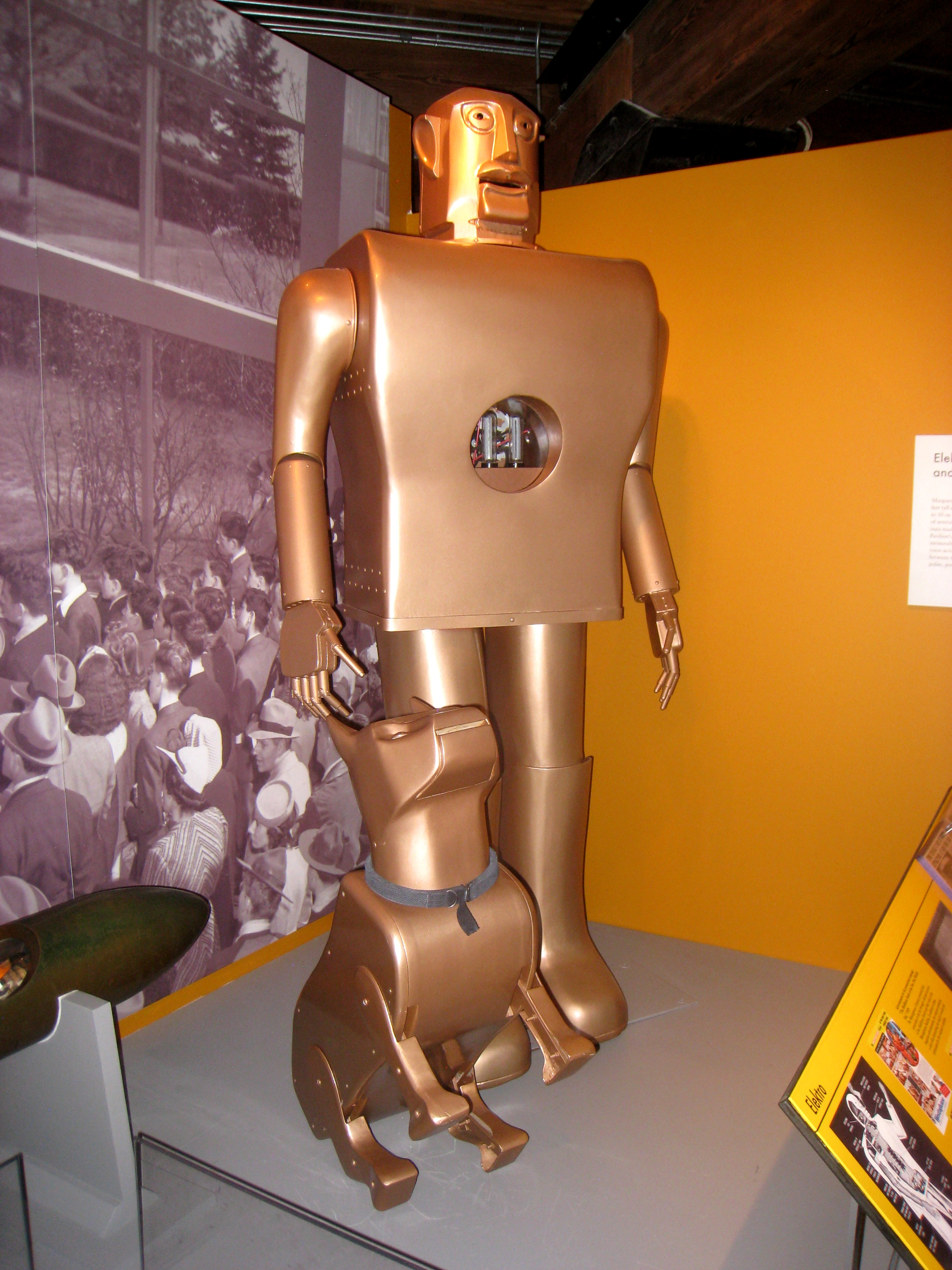
Réplicas de Elektro the Robot-Man y su perrito Sparko

Elektro es el apodo de un robot construido por Westinghouse Electric Corporation en sus instalaciones de Mansfield, Ohio, entre 1937 y 1938. Medía 2,1 metros (m) de alto, con un peso de 120,2 kg, de apariencia humanoide, podía realizar veintiséis movimientos distintos como caminar por comando de voz, hablar unas 700 palabras (usando un tocadiscos de 78 rpm), fumar cigarrillos, inflar globos y mover la cabeza y los brazos. El cuerpo de Elektro constaba de un engranaje de acero, una leva y un esqueleto de motor cubierto por una piel de aluminio. Sus "ojos" fotoeléctricos podían distinguir la luz roja y verde. Estuvo en exhibición en la Feria Mundial de Nueva York de 1939 y reapareció en esa feria en 1940, con "Sparko", un perro robot que podía ladrar, sentarse y rogar a los humanos

## Historia
Elektro realizó una gira por América del Norte en 1950 en apariciones promocionales para Westinghouse y se exhibió en Pacific Ocean Park en Venice, California entre el final de la década de 1950 y el principio de la década de 1960. También apareció como "Thinko", en Sex Kittens Go to College (1960). En la década de 1960, su cabeza fue entregada a Harold Gorsuch, un ingeniero jubilado de Westinghouse.
En 1992, la banda de baile Meat Beat Manifesto produjo la canción "Original Control (Version 2)", que destacaba fragmentos de los monólogos de Elektro, citando líneas como "I am Elektro" y "My brain is greater than your".
Elektro es actualmente propiedad del Museo Conmemorativo de Mansfield . En 2013, se exhibió una réplica en el Museo Henry Ford en Dearborn, MI .
Se desconoce el destino de Sparko.

## Apariciones
1. ↑  Sharkey, Noel (17 de diciembre de 2008). «The Return of Electro». New Scientist.
2. ↑  Jacobs, Emma (2 de abril de 2012). «America's First Celebrity Robot is Staging a Comeback». National Public Radio.
3. ↑  «Designing Tomorrow: America’s World’s Fairs of the 1930s Exhibit Preview». The Henry Ford Museum. April 2013. Archivado desde el original el 20 de febrero de 2014.
4. ↑  «Elektro the Moto-Man Had the Biggest Brain at the 1939 World’s Fair». spectrum.ieee.org. Consultado el 26 de julio de 2021.

- Datos: Q1112027